# 版纳毛兰
版纳毛兰（学名：Eria pudica）为兰科毛兰属下的一个种。該物種主要分佈於中華人民共和國云南南部勐海、勐腊海拔1500米左右的林中树干上。新加坡和马来西亚也有分布該物種。

## 扩展阅读
- 維基物種上的相關：版纳毛兰